# Ravna Gora (Srbija)
Ravna Gora, poljoprivredno područje na jugozapadu planine Suvobora u Srbiji. Nalazi se na 977 m nadmorske visine.

## Značenje
Ravna Gora je najpoznatija kao zapovjedno mjesto pukovnika Dragoljuba Mihailovića, te poprište četničkog pokreta.
Tu se između 8. i 12. svibnja okupljaju sljedbenici četničkog pokreta   da se poklone generalu Draži i proslave godišnjicu oslobodilačkog pokreta. Nastala je izreka:
Ravna Gora pob(ij)editi mora.